# Christian Theophilus Uber
Christian Theophilus Uber, auch Christian Gottlieb Uber (* 14. Mai 1795 in Stuttgart; † 14. März 1845 in Berlin), war Bildhauer, Stuckateur, Vergolder und Maler in Wien und Berlin.

## Leben und Wirken
Uber wurde 1795 als Sohn eines Klempnermeisters in Stuttgart geboren. Nach Zeichenstunden bei seinem Onkel, dem Landbaumeister Uber, lernte er in Ludwigsburg das Bildhauer- und Vergolderhandwerk und arbeitete um 1814/15 in Wien. Ab 1816 lebte er in Berlin, wo er zunächst in verschiedenen Werkstätten arbeitete und 1818 eine eigene Werkstatt gründete. Uber arbeitete u. a. für den preußischen Baumeister Karl Friedrich Schinkel und für das kgl. Hofmarschallamt. Am 23. März 1818 heiratete er Karoline Baganz, Tochter eines Amtmannes, in Sachsendorf, doch hatte er keine Nachkommen. Im Jahr 1831 hielt er sich zu einer Studienreise in Italien auf.
Schon 1827 wurde er zum königlichen Hofbildhauer ernannt, 1834 zum großherzoglich-sächsischen Professor berufen. Von 1817 bis zu seinem Ausscheiden aus preußischen Diensten 1844 war er an zahlreichen Bauprojekten des königlich-preußischen Hofs und des preußischen Adels sowie an mehreren Berliner Kirchenbauten wie dem Berliner Dom (1817) oder der Neustädtischen Kirche (1818) als Stuckateur, Bildhauer und Vergolder tätig.

## Ehrungen

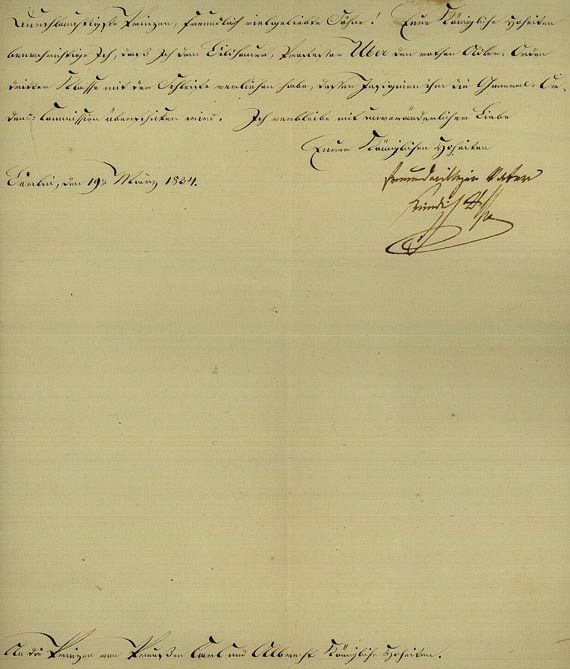
Brief Friedrich Wilhelms III. an seine Söhne die Prinzen Carl und Albrecht

Uber erhielt 1843 die königlich-preußische große Medaille für Kunst und Wissenschaft. Außerdem wurde er mit mehreren Orden ausgezeichnet, darunter mit dem preußischen Roten Adlerorden, was Friedrich Wilhelm III. in einem Brief von 1834 seinen Söhnen Prinz Carl und Prinz Albrecht mitteilte.

## Werke
Von Uber erhalten sind eine große Marmorvase für die großherzogliche Wohnung im Schloss zu Weimar und das Medaillonbildnis von Johann Nepomuk Hummel für dessen Grabmal auf dem Friedhof in Weimar. 

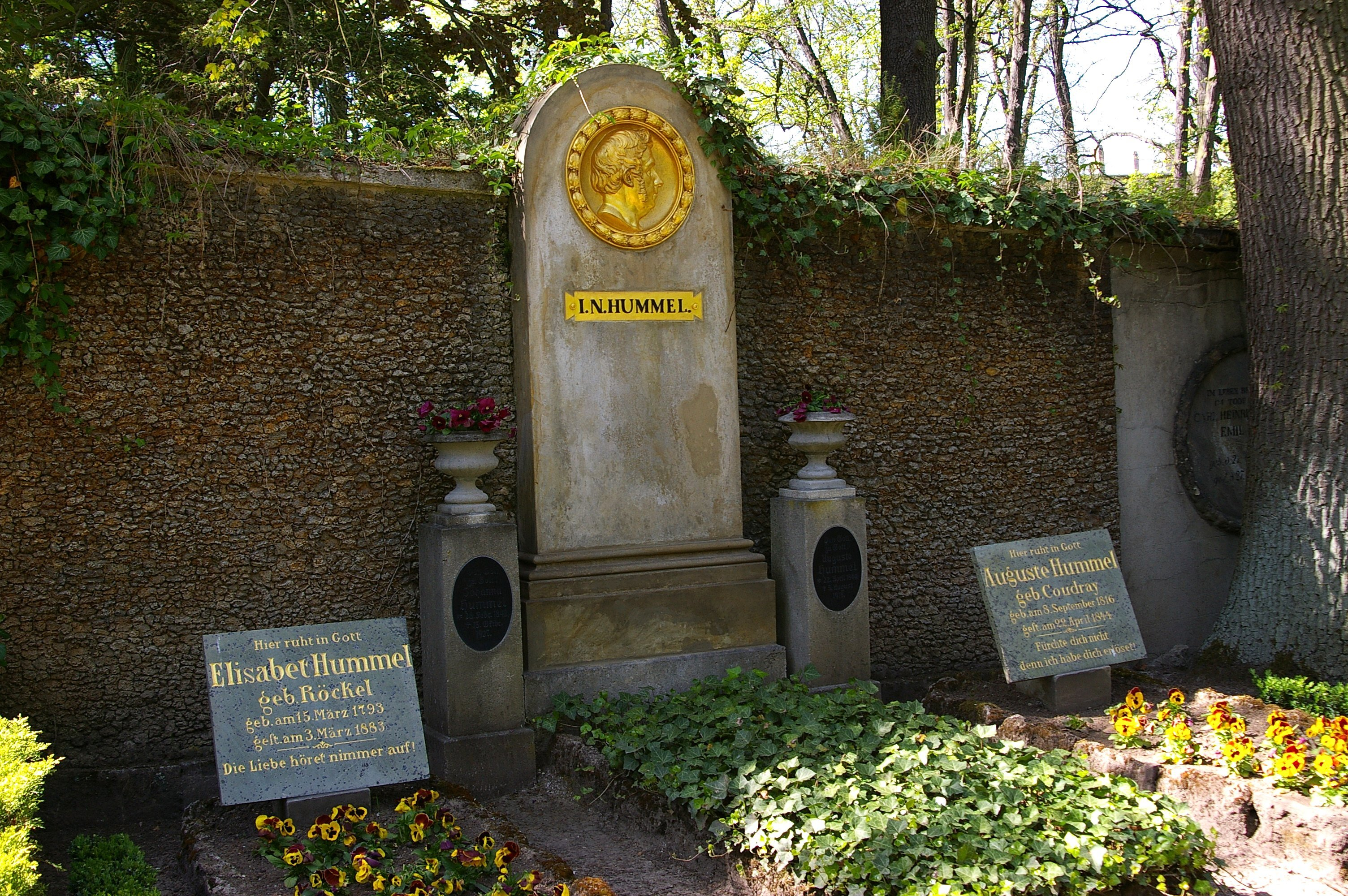
Tondo auf dem Grabmal von Johann Nepomuk Hummel, Alter Friedhof, Weimar

Er vergoldete einen Standspiegel, welcher von Karl-Friedrich Schinkel für das Grüne Eckkabinet der Prinzessin Augusta, Gattin des Prinzen Wilhelm entworfen wurde und in der Tischlerwerkstatt der Gebrüder Johan Karl Georg und Johan Georg Bernhard Wanschaff 1829 gebaut wurde. Heute ist das Möbelstück jedoch leider verschollen.
Ebenfalls vergoldete er unter anderem die Sofafronten der Sofas im Roten Zimmer des Prinzen Wilhelm von Preußen, welche von Schinkel 1828/1829 entworfen wurden und von derselben Tischlerwerkstatt wie schon der Standspiegel gebaut wurde. Leider ist aber auch dieses Möbel nicht mehr auffindbar.
An dem Schreibtisch im Schreibkabinett der Kronprinzessin Elisabeths, welcher ebenfalls von Schinkel entworfen und unter anderem von Tischlermeister Johann Christian Sewinger 1828 angefertigt wurde, hatte Meister Uber vermutlich die versilberten Zinkgussornamente erstellt. Der Schreibtisch mit zugehörigem Mobiliar befindet sich zurzeit im Schloss Charlottenhof.